# Jonas Persson (simmare)
Jonas Persson, född 15 december 1983 i Malmö, är en svensk före detta landslagssimmare som tävlade för Malmö KK. Han har deltagit i två EM, ett VM och ett OS.
- EM 2006 - 4:a 100 frisim
- EM 2008 - 1:a 100 frisim
- VM 2005 - 5:a 100 frisim
- OS 2008 - 100 frisim i lag och individuellt